# اندیجان
اَندیجان (نام‌های دیگر: اندکان، اندگان) از شهرهای ازبکستان و مرکز استان اندیجان این کشور است.

## مکان جغرافیایی
اندیجان در جنوب خاوری فرغانه، بر کرانه چپ سیحون بالا در ۴۳/۴۰ درجه طول خاوری و ۲۵/۷۲ درجه عرض شمالی نهاده‌است. اندیجان به دلیل واقع بودن در مسیر سمرقند، کاشغر از اهمیت فراوان برخوردار است.

## تاریخ
پیشینه تاریخی اندیجان و رویدادهایی که در دوره پیش از اسلام بر آن گذشته با تاریخ کهن دره فرغانه درآمیخته است.
دربارهٔ این که اسلام چگونه به اندیجان راه یافت در منابع اسلامی آگاهی نیامده است. به نظر می‌رسد که مهاجمان مسلمان آشکارا به اندیجان لشکر نبردند و اسلام به تدریج در آنجا نفوذ کرد.
در ۲۹ اوت ۱۸۷۵ که تاشکند به دست روس‌ها افتاد، مردم اندیجان هیأتی به تاشکند فرستادند و تابعیت روس‌ها را پذیرفتند. اما پذیرش تابعیت روسیه مخالفانی داشت، چنان‌که در ۳۰ سپتامبر ۱۸۷۵ برضد سلطه روسیه در اندیجان قیامی گسترده درگرفت. روس‌ها ناگزیر به گشودن قهرآمیز اندیجان شده، در ۱ اکتبر ۱۸۷۵ دسته‌های نظامی خود را به اندیجان فرستادند.
اندیجان در زلزله‌ای که در ۱۹۰۲ در آن روی داد کامل ویران شد، اما به زودی بازسازی آن آغاز شد و انجام گرفت. پیوستن اندیجان به ازبکستان در سال ۱۹۴۱ رسمیت یافت.

## زبان
زبان مردم اندیجان در زمان‌های پیش از اسلام را باید در شمار زبان‌های ایرانی‌تبار شرقی قرار داد. هم‌زمان با نفوذ قزاق‌ها و قراختاییان، زبان ترکی در این منطقه گسترش یافت. پس از یورش مغول، از سده هفتم به بعد، رفته رفته بر اهمیت زبان ترکی افزوده شد. در پایان سده دهم هجری، چنانچه بابر می‌گوید:
زبان مردم اندیجان ترکی بوده و در آن حوالی کسی که ترکی نداند، یافت نمی‌شود
به نوشته بابر گویش ترکی اندیجانی نماینده گویش‌های فرغانه بوده‌است، چنانچه امیرعلی شیرنوایی آثار ادبی ترکی خود را با این گویش آفریده‌است؛ بنابراین، گویش ترکی اندیجان در شکل‌گیری زبان ادبی ازبکی سهمی بسزا داشته‌است. در پژوهش‌های امروزی گویش اندیجانی در شمار گویش‌های قرلق، چگل و اویغور قرار می‌دهند.

## نام
نام این شهر منابع روزگار مغول، اندکان و در منابع روزگار جغتایی، اندگان آمده‌است.

## چهره‌های مشهور
- بابر